# 約瑟夫·古弗羅恩德
約瑟夫·古弗羅恩德（羅馬尼亞語：Yossef Gutfreund，希伯來語：‎，1931年11月1日—1972年9月6日）是1972年以色列奧運代表隊的摔跤裁判。他與其他10名以色列代表隊成員在慕尼黑慘案中被黑色九月恐怖份子謀殺。

## 生平
古弗羅恩德在羅馬尼亞的醫學院就讀，原本打算成為一名獸醫，但後來卻從事摔角運動。慕尼黑奧運會是他第三次擔任摔角裁判。

## 逝世
1972年9月5日，古弗羅恩德在奧運村的以色列教練宿舍睡覺。凌晨4點30分左右，他聽到門外有聲響，便前去查看，心想可能是摔跤教練摩西·溫伯格，他有另一把門鑰匙。他看見門開始打開，並瞥見另一端有帶槍的蒙面人。古弗羅恩德用他191公分、132公斤的身軀撞門，並向他的以色列同胞大聲警告。古弗羅恩德在門的一邊，而八名恐怖分子則在門的另一邊，這股力量足以將門的鉸鏈和門閂扭壞。寶貴的幾秒鐘讓他的室友、舉重教練圖維亞·索科斯基（Tuvia Sokolsky）打碎窗戶逃出來。在相鄰的2號公寓，競走選手肖爾·拉達尼被古弗羅恩德的尖叫聲驚醒，也成功逃出大樓。
古弗羅恩德和其他八名以色列奧運代表隊成員被恐怖份子擄走。另外兩名反抗綁匪的摔跤教練溫伯格和舉重選手約瑟夫·羅曼在最初的闖入過程中被恐怖分子殺害。
21小時後，即9月6日，古弗羅恩德在西德當局一次失敗的救援行動中被恐怖分子射殺。